# Милбретт, Тиффени
Тиффени Карлин Милбретт (англ. Tiffeny Carleen Milbrett; род. 23 октября 1972, Портленд) — американская футболистка и футбольный тренер. В составе сборной США — чемпионка мира (1999) и Олимпийских игр (1996), неоднократный призёр Олимпийских игр и чемпионатов мира. Дважды (в 2000 и 2001 годах) признавалась Федерацией футбола США игроком года среди женщин. Во время выступлений за Портлендский университет — трёхкратный член символической 1-й сборной NCAA. MVP профессиональной женской лиги WUSA (2001), чемпионка W-League (2006) и лиги Women’s Professional Soccer (2010). Член Национального зала футбольной славы США (2018).

## Спортивная карьера
Милбретт, уроженка Портленда (Орегон), училась в Портлендском университете с 1990 по 1995 год и представляла вузовскую футбольную сборную в женских соревнованиях в сезонах 1990, 1991, 1992 и 1994 годов. По итогам 1990 года журнал Socccer America назвал её лучшей футболисткой-первокурсницей в США, а в каждом из следующих сезонов она включалась в 1-ю символическую сборную NCAA и становилась финалисткой голосования по претенденткам на Херманн Трофи — ежегодную награду лучшим студентам-футболистам США. За четыре сезона в составе «Портленд Пайлотс» Милбретт забила в ворота соперниц 103 мяча и отдала 40 результативных передач, в 1994 году впервые в истории сборной университета пробившись с ней в Финал четырёх I дивизиона NCAA (Кубок колледжей). К моменту окончания учёбы она была рекордсменкой «Пайлотс» и по количеству забитых мячей, и по количеству пасов, и четверть века спустя всё ещё занимала второе место в истории команды по забитым мячам, уступая только Кристин Синклер (и опережая её по такому показателю как среднее количество голов за матч).
С 1991 года выступала за сборную США, впервые сыграв за неё в 18 лет в турнире, предшествовавшем первому чемпионату мира. В общей сложности с 1991 по 1994 год провела за национальную команду 20 игр. В 1995 году сыграла 21 матч, в 10 из них выходила на поле в стартовом составе и забила 3 мяча (лучший показатель в команде наряду с Тишей Вентурини и Кристин Лилли) на чемпионате мира в Швеции, где американки стали бронзовыми призёрами. На следующий год стала олимпийской чемпионкой Атланты, забив победный мяч в финальном матче против сборной КНР. Одновременно с выступлениями за сборную с 1995 по 1997 год играла в профессиональной футбольной лиге в Японии.
В 1999 году одержала со сборной победу в чемпионате мира, проходившем в США, став одним из лучших бомбардиров команды. На следующий год в финале олимпийского футбольного турнира в Сиднее забила гол, но американки проиграли матч, оставшись вторыми. По итогам сезона Федерация футбола США назвала Милбретт футболисткой года; в 2001 году она была удостоена этого звания во второй раз подряд.
В 2001 году вместе с другими игроками сборной США стала основательницей профессиональной Женской объединённой футбольной ассоциации (WUSA), где играла за клуб «Нью-Йорк Пауэр» и была признана самым полезным игроком и лучшим игроком нападения в дебютном сезоне лиги. WUSA была расформирована в сентябре 2003 года, накануне начала чемпионата мира, где Милбретт со сборной США завоевала бронзовые медали. Вскоре после этого она покинула сборную, объяснив этот шаг идейными расхождениями с тренером Эйприл Хейнрикс. После того как в начале 2005 года Хейнрикс сменил на посту тренера сборной Грег Райан, Милбретт на некоторое время вернулась в команду. В общей сложности за время выступлений за сборную провела 206 матчей и забила ровно 100 голов. Милбретт является одной из двух футболисток в истории США (наряду с Мией Хэмм), забивших 100 или больше мячей и за университетскую команду, и за национальную сборную.
В марте 2004 года перенесла операцию на хрящевых тканях колена. С 2006 по 2008 год американская нападающая играла в полупрофессиональной W-League за клуб «Ванкувер Уайткэпс», завоевав с ним в 2006 году чемпионское звание. Параллельно с выступлениями за «Уайткэпс» играла в чемпионате Швеции, где провела 13 матчей в концовке сезона 2006 и начало сезона 2007 года в составе клуба «Линчёпинг». В 2009 году, с образованием новой лиги Women’s Professional Soccer, присоединилась к клубу «Голд Прайд» вместе с ещё одной чемпионкой мира 1999 года Брэнди Честейн. В 2010 году команда завоевала чемпионское звание, обыграв в финале со счётом 4:0 клуб «Филадельфия Индепенденс». После победного сезона «Голд Прайд», однако, прекратил своё существование из-за отсутствия финансирования, и Милбретт завершила игровую карьеру в клубе «Бэй Эреа Бриз», выступавшем в полупрофессиональной Women's Premier Soccer League.
Ещё до завершения выступлений на добровольных началах выполняла обязанности помощника главного тренера «Портленд Пайлотс», с которыми в 2005 году завоевала первое в истории вуза звание чемпионов NCAA. С 2009 начала работу тренером в футбольном клубе MVLA (Лос-Альтос, Калифорния). По завершении игровой карьеры продолжала заниматься тренерской работой, оставшись в MVLA до 2015 года. После этого три сезона проработала с клубом «Колорадо Сторм» в Денвере, где одновременно тренировала две детские футбольные команды и занимала пост директора по тренерской работе в возрастных группах с 13 до 19 лет. Следующим местом работы Милбретт стал клуб «Тампа-Бей Юнайтед» во Флориде, где она провела 18 месяцев как директор по тренерской работе и развитию спортсменов, параллельно также тренируя юношеские команды. В январе 2020 года назначена помощником главного тренера сборной США среди девушек в возрасте до 16 лет. В начале 2021 года вернулась в Портлендский университет, также на должность помощника главного тренера женской команды на добровольных началах.
В 2018 году имя Тиффени Милбретт было включено в списки Национального зала футбольной славы США.